# Оквока (Илиноис)
Оквока (енгл. Oquawka) град је у америчкој савезној држави Илиноис.

## Демографија
По попису из 2010. године број становника је 1.371, што је 168 (-10,9%) становника мање него 2000. године.
| Група             | 2000.         | 2010.         |
| Белци             | 1.506 (97,9%) | 1.333 (97,2%) |
| Афроамериканци    | 1 (0,1%)      | 1 (0,1%)      |
| Азијати           | 2 (0,1%)      | 2 (0,1%)      |
| Хиспаноамериканци | 11 (0,7%)     | 20 (1,5%)     |
| Укупно            | 1.539         | 1.371         |